# Зачин
Зачин — деревня в Антроповском муниципальном районе Костромской области. Входит в состав Палкинского сельского поселения.

## География
Находится в центральной части Костромской области на расстоянии приблизительно 29 км на юг по прямой от поселка Антропово, административного центра района.

## Население
Постоянное население составляло 3 человека в 2002 году (русские 100 %), 0 в 2022.